# هاري روزين
هاري روزين (بالإنجليزية: Harry Rosen)‏ (و. 1931  م) هو شخصية أعمال كندي. ولد سنة 1931 في تورونتو.

## جوائز
حصل على جوائز منها:
- نيشان كندا من رتبة عضو.